# Zeratul
El Templario Tétrico Zeratul es personaje de los Protoss en el videojuego StarCraft. Es el líder de los Templarios Tétricos. También sale representado como una unidad Arconte Protoss cuando está fusionado con Tassadar, llamada la unidad "Tassadar/Zeratul". Esta unidad es jugable y está disponible en el Editor de Campañas de Starcraft. Hay rumores de que esta unidad se encuentra en alguna Campaña Protoss inédita o eliminada del Starcraft Original. 
Posee una edad de 2045 años terrestres por lo que es el segundo Protoss más joven del juego. Como cualquier Templario Tétrico, está envuelto en un aura de energía que lo hace invisible. Exiliado por El Cónclave Protoss por negar someterse al Khala, Tassadar lo convence de luchar contra la Supermente porque descubre que las únicas fuerzas que realmente la dañan son las cuchillas warp de los Templarios Tétricos.

## StarCraft
Mientras Tassadar distraía a Kerrigan en los confines de Char, Zeratul se las ingenió para introducirse en las confiadas fuerzas del enjambre y consiguió matar a Zasz, el Cerebrado líder de la Cría Garm. Sin embargo, en el momento de matarlo, la mente de Zeratul se sincronizó con los de la Supermente y esto hizo que Zeratul descubriera los planes que ésta tenía y a la vez, la Supermente conoció la localización secreta de Aiur.
El Cónclave y sus Judicatores decidieron tomar una postura hostil hacia los Templarios Tétricos, ya que si Zeratul nunca hubiera matado a Zasz, la Supermente nunca hubiera conocido la localización de Aiur y por consiguiente la invasión Zerg nunca se hubiera producido, por lo que Aiur hubiera seguido siendo un mundo tranquilo. Cabe recordar que en una alianza, Zeratul, Tassadar y Jim Raynor lograron destruir a la Supermente, aunque para lograrlo, Tassadar tuvo que estrellar su propia nave contra la misma sacrificando su vida.

## StarCraft Brood War
En la expansión del juego, Brood War, Zeratul y algunos supervivientes de la invasión de Aiur logran escapar del planeta a través de una puerta dimensional dirigida al planeta Shakuras, hogar de los Templarios Tétricos mientras Jim Raynor y Fénix se encargaron de cubrir su escape de una horda Zerg y evitar que éstos llegaran a Shakuras. A pesar de sus esfuerzos, los Zerg logran llegar a Shakuras y la puerta dimensional es destruida para evitar que más Zerg entren en Shakuras, luego de que Jim Raynor y Fénix abandonarán Aiur.
Luego en Carbonis (Char), Zeratul elimina a la nueva Supermente, con la condición de que Kerrigan liberara a la matriarca Raszagal, a la cual había secuestrado en Shakuras y tenida de rehén; pero para entonces Raszagal ya estaba sometida mentalmente a Kerrigan por lo que prefiere estar al lado de ella. Zeratul en un esfuerzo por salvar a su matriarca rapta a Raszagal con la intención de regresar a Shakuras y tratar de librarla del control de Kerrigan, aunque esta última se lo impide y Zeratul viendo que era imposible curar a Raszagal, le da muerte pues para él era preferible que este muerta a que viviera como esclava de Kerrigan. Para su asombro Kerrigan le deja vivir pues según ella su mejor venganza sería que Zeratul viviera con el cargo de culpa de haber matado a su propia matriarca.
Tras la muerte Raszagal Zeratul se exilia. Finalmente se mencionan que Zeratul se despide de J. Raynor para así irse por su lado.

## Starcraft 2

### Wings of Liberty
Después de casi cuatro años Zeratul se aparece ante Jim Raynor y le entrega un cristal que le muestra visiones en la que él y todos los protoss se enfrentan a los híbridos protoss-zerg y zerg en las cuales aparecen Urun, Mohandar, Selendis y Artanis para ayudarlo. Pero al final de la misión, todos mueren porque no era ganar el objetivo de la misión solo resistir hasta que muriera el último protoss. Esta misión solo es una visión apocalíptica de lo que podría pasar en el futuro, si Kerrigan llegara a morir como haciéndola pagar por sus crímenes.

### Hearth of the Swarm
Reaparece y se adentra a bordo del Leviatan, Kerrigan lo ataca pero Zeratul le muestra una visión del planeta origen de los Zerg, Zerus, los dos viajan y en el planeta hablan de lo que ella está dispuesta a hacer por venganza. Zeratul se va después de esto.

### Legacy Of the Void
Su destino se ve sellado cuando aparece en la flota de invasión de Artanis para recuperar Aiur, a fin de advertirle de un peligro inminente y a su vez darle inicio a una serie de acontecimientos que nos llevan a la raza protoss a su ascensión.
Finalmente, Zeratul muere cortándole los nervios a Artanis rompiendo así la conexión con el ya corrompido Khala, evitando así de caer bajo el control de Amon.
- Datos: Q611963